# British Rail Class 395
British Rail Class 395 es la denominación de una unidad eléctrica múltiple ferroviaria de doble voltaje que fue puesta en marcha en la High Speed 1 durante los Juegos Olímpicos de Verano de 2012.

## Un tren diseñado para alta velocidad regional
La operadora británica Southeastern Railways contó con 29 automotores eléctricos Class 395 de Hitachi para realizar servicios de alta velocidad regional entre Londres St-Pancras y el este de Inglaterra utilizando en parte la línea de alta velocidad "High Speed 1"  y en parte la red convencional. Por esta razón los trenes de la Class 395 son bitensión 25 kV CA (con pantógrafo) y 750 V CC (tercer carril).
Cada tren consta de 6 coches (CR-M-M-M-M-RC) con un total de  354 plazas sentadas y 154 de pie. La velocidad máxima en la LAV es de 225,3 km/h (140 millas/h) y en la red convencional de 160 km/h. Los trenes son derivados del Shinkansen 400 y pertenecen a la "clase A" de Hitachi. Se trata del primer tren de alta velocidad japonés en vías europeas.
El primer tren, entregado en agosto de 2007 y otros tres entregados hacia finales de 2007, fueron sometidos a pruebas intensivas durante 2008. El resto de la serie fue entregado en 2009.
El servicio comercial comenzó en diciembre de 2009. Se trata de un servicio subvencionado para "commuters" con duraciones de viaje entre 38 minutos a alrededor de una hora que debe tener máxima flexibilidad en la oferta. Por esa razón los trenes tienen clase única y también disponen de plazas de pie.

## Contrato y costo
El contrato fue firmado el 1 de junio de 2005 por la institución pública británica "Strategic Rail Authority" e 
Hitachi
y financiado por HSBC Rail. Más tarde, la  "Strategic Rail Authority" adjudicó a Southeastern Railways la operación del servicio. Los trenes son propiedad de  HSBC Rail (UK) y operados por Southeastern Railways con un contrato de leasing. El contrato original era de 250 M£ por 28 trenes (equivalente a 13.43 m€/unidad y 37.943 €, en € de diciembre de 2006).
A pesar de que los trenes son encarecidos por el hecho de ser bitensión, contar con alimentación por tercer carril, y disponer de cuatro sistemas de seguridad, el costo por plaza es bajo comparado al de otros trenes de alta velocidad y mucho más bajo que el de las series de Renfe 104 y 114, también dedicadas a la alta velocidad regional (aproximadamente el mismo precio por unidad, pero la Hitachi Class 395 cuenta con 354 plazas sentadas frente a las 237 de la 104 de Renfe.